# 사쿠호정
사쿠호정(일본어: 佐久穂町 사쿠호마치[*])은 일본 나가노현 동부 미나미사쿠군의 정이다.
NHK의 외국 방송 수신 시설이 있으며, 정의 중심부에 사쿠시의 월경지가 있다.

## 지리
나가노현 동부에 위치하고 동서로 가늘고 긴 지형이다. 남북으로 지쿠마강, 고우미선, 국도 141호선이 횡단하고 동서로는 국도 299호선이 뻗어 있다.

## 역사
- 2005년 3월 20일 - 미나미사쿠군 사쿠정, 야치호촌이 합병해 성립하였다.

## 인구
| 연도 | 인구   | ±%     |
| ---- | ------ | ------ |
| 1960 | 17,267 | —      |
| 1970 | 14,969 | −13.3% |
| 1980 | 14,228 | −5.0%  |
| 1990 | 13,842 | −2.7%  |
| 2000 | 13,622 | −1.6%  |
| 2010 | 12,070 | −11.4% |

## 교통

### 철도
- 동일본 여객철도 고우미선

### 도로
- 국도 141호선
- 국도 299호선